# Whole Lotta Money
Whole Lotta Money è un singolo della rapper statunitense Bia, pubblicato il 7 maggio 2021 come quinto estratto dal secondo EP For Certain.

## Descrizione
Il brano, divenuto virale sulla piattaforma TikTok, è stato prodotto da London Jae ed è composto in chiave Do diesis maggiore ed ha un tempo di 81 battiti per minuto.

## Promozione
Il 10 giugno 2021 l'artista ha eseguito la canzone in una sessione in studio live pubblicata da Uproxx.

## Video musicale
Il video musicale, diretto da Ben Marc, è stato reso disponibile tramite YouTube l'8 aprile 2021.

## Classifiche
| Classifica (2021) | Posizione massima |
| ----------------- | ----------------- |
| Stati Uniti       | 103               |

## Remix
Il 9 luglio 2021 è stato reso disponibile il remix ufficiale del brano realizzato con la partecipazione della rapper trinidadiana Nicki Minaj.

### Pubblicazione
Le due artiste hanno svelato l'uscita del progetto poche ore prima dalla pubblicazione durante una live su Instagram, facendo così una sorpresa ai propri fan.

### Tracce
1. Whole Lotta Money (feat. Nicki Minaj) (Remix) – 3:49

### Successo commerciale
Il remix ha permesso al brano di debuttare al 16º posto della Billboard Hot 100 grazie a 12 000 download digitali, 14,7 milioni di stream e 7,1 milioni di radioascoltatori, posizionandosi in simultanea al 6º posto della Hot R&B/Hip-Hop Songs e al 4º nella Hot Rap Songs; in queste ultime due classifiche è diventata la prima top ten di Bia.

### Classifiche
| Classifica (2021) | Posizione massima |
| ----------------- | ----------------- |
| Canada            | 42                |
| Stati Uniti       | 16                |

## Date di pubblicazione
| Paese       | Data           | Formato                      | Versione  | Etichetta | Nota   |
| ----------- | -------------- | ---------------------------- | --------- | --------- | ------ |
| Italia      | 7 maggio 2021  | Contemporary hit radio       | Originale | Sony      | [ 11 ] |
| Stati Uniti | 18 maggio 2021 | Rhythmic contemporary radio  | Originale | Epic      | [ 12 ] |
| Mondo       | 9 luglio 2021  | Download digitale, streaming | Remix     | Epic      | [ 13 ] |